# Władysław Puciata
Władysław Puciata herbu Kołodyn – sędzia ziemski brasławski w 1680 roku, podsędek brasławski w latach 1649–1663, członek Rady Konsultacyjnej Litwy Szwedzkiej w latach 1655–1656 z powiatu brasławskiego.
20 października 1655 roku podpisał ugodę kiejdańską.